# Never Let Me Go (album de Placebo)
Pour les articles homonymes, voir Never Let Me Go.
Albums de Placebo
A Place for Us to Dream
(2016)
Singles
1. Beautiful James
Sortie : 16 septembre 2021
2. Surrounded by Spies
Sortie : 9 novembre 2021
3. Try Better Next Time
Sortie : 11 janvier 2022
4. Happy Birthday In the Sky
Sortie : 4 mars 2022

Never Let Me Go est le huitième album studio du groupe de rock britannique Placebo sorti le 25 mars 2022.
Le groupe n'avait plus sorti d'album studio depuis septembre 2013 avec Loud Like Love. Il reçoit un accueil très favorable auprès du public, se classant en tête des ventes dans plusieurs pays et numéro 3 au palmarès national britannique, soit le meilleur résultat pour un album de Placebo dans ce hit-parade). L'accueil de la critique est aussi positif. Selon le New Musical Express c'est le meilleur travail de Placebo depuis l'album Meds en 2006, tandis que Rolling Stone France voit là un véritable retour aux sources.
Never Let Me Go est le premier album studio réalisé par Placebo sous la forme du duo Brian Molko/Stefan Olsdal depuis le départ du batteur Steve Forrest en 2015,.

## Liste des titres
Toutes les chansons sont écrites et composées par Brian Molko et Stefan Olsdal, sauf mention.
| No  | Titre                     | Auteur                           | Durée |
| --- | ------------------------- | -------------------------------- | ----- |
| 1.  | Forever Chemicals         | - Molko - Olsdal - Steven Ludwin | 5:09  |
| 2.  | Beautiful James           |                                  | 4:08  |
| 3.  | Hugz                      |                                  | 3:51  |
| 4.  | Happy Birthday In the Sky |                                  | 5:09  |
| 5.  | The Prodigal              |                                  | 4:46  |
| 6.  | Surrounded by Spies       |                                  | 5:14  |
| 7.  | Try Better Next Time      |                                  | 3:07  |
| 8.  | Sad White Reggae          |                                  | 3:25  |
| 9.  | Twin Demons               |                                  | 3:58  |
| 10. | Chemtrails                |                                  | 4:31  |
| 11. | This Is What You Wanted   |                                  | 4:11  |
| 12. | Went Missing              |                                  | 5:05  |
| 13. | Fix Yourself              | - Molko - Olsdal - William Lloyd | 5:01  |

| 14. | Surrounded By Spies (Timo Maas and Andre Winter Smack The Spies Extended Remix) | 7:35 |
| 15. | Surrounded By Spies (Richard Norris Bag on the Platform Mix)                    | 6:33 |
| 16. | This Is What You Wanted (Digital 21 + Stefan Olsdal Remix)                      | 5:34 |
| 17. | Try Better Next Time (Live)                                                     | 3:02 |

## Musiciens
Crédits d'après le livret du CD.
Placebo
- Brian Molko : chant, guitare électrique, synthétiseurs, boîte à rythmes, boucles, percussions
- Stefan Olsdal : basse, guitare électrique, chœurs, synthétiseurs, piano

Musiciens additionnels
- Matthew Lunn et Pietro Garrone : batterie
- Cody Jet Molko : chœurs (sur Try Better Next Time)

## Classements hebdomadaires
| Classement (2022)                  | Meilleure place |
| ---------------------------------- | --------------- |
| Allemagne (Media Control AG)       | 1               |
| Australie (ARIA)                   | 10              |
| Autriche (Ö3 Austria Top 40)       | 1               |
| Belgique (Flandre Ultratop)        | 4               |
| Belgique (Wallonie Ultratop)       | 1               |
| Écosse (OCC)                       | 3               |
| Espagne (Promusicae)               | 13              |
| Finlande (Suomen virallinen lista) | 32              |
| France (SNEP)                      | 2               |
| Irlande (Irish Albums Chart)       | 27              |
| Italie (FIMI)                      | 8               |
| Nouvelle-Zélande (RIANZ)           | 40              |
| Pays-Bas (Mega Album Top 100)      | 1               |
| Royaume-Uni (UK Albums Chart)      | 3               |
| Royaume-Uni (UK Indie Chart)       | 1               |
| Suède (Sverigetopplistan)          | 55              |
| Suisse (Schweizer Hitparade)       | 1               |